# Ali Lmrabet
Ali Lmrabet en árabe: علي المرابط‎ (Tetuán, 1959) es un diplomático, periodista, escritor y profesor marroquí, famoso por su actividad pionera en el campo de la prensa libre en Marruecos y por el hecho de haber sido represaliado por el Estado marroquí a causa de su actividad y sus opiniones. 

## Biografía
Es el mayor de una familia de 12 hermanos de origen rifeño. En su Tetuán natal, en el que aún quedaba una fuerte influencia española, aprendió a hablar el español, que domina, así como el francés y, por supuesto, el árabe. Su padre, como otros rifeños de su generación, luchó en el bando franquista en la guerra civil española, lo que despertó la curiosidad de Ali por las relaciones hispanomarroquíes durante la época del Protectorado, tema de una tesis doctoral aún inacabada. 
Estudió en una escuela de la Alianza Israelita Universal, red de escuelas para niños judíos que también subvencionaba los estudios de niños musulmanes de medios humildes. Después hizo el bachillerato en Mequínez y Rabat, antes de marchar a París para estudiar literatura y administración de empresas en la Sorbona, universidad en la que fue profesor ayudante.
Antes de dedicarse al periodismo fue diplomático. Durante dos años, a principios de los años 90, fue segundo de la embajada de Marruecos en Buenos Aires, de donde fue destinado a un cargo de escasa responsabilidad en Rabat tras haber denunciado las prácticas corruptas del embajador. Estando en este último cargo, un amigo periodista de la publicación en francés Le Quotidien du Maroc le propuso encargarse de una pequeña columna en el diario; de este modo comenzó su actividad periodística. En 1997 empezó a colaborar con el semanario La Vie économique, publicación pionera que luchaba por mantener cierta independencia crítica, algo hasta entonces desconocido en el país, en el contexto de la relativa apertura política que acompañó a la liquidación de los llamados años de plomo. De ahí pasó a otra publicación aún más comprometida en este sentido, Le Journal, periódico que lideró la lucha por obtener nuevos espacios de libertad de expresión en el reino alauita. Ali Lmrabet fue el autor de algunos hitos como la entrevista a Benjamín Netanyahu, primera realizada en un país árabe a un mandatario israelí, o la entrevista a Malika Ufqir, hija del general Ufqir, que estuvo veinte años desaparecida junto al resto de su familia en una prisión secreta en el desierto como venganza del Hasan II por la implicación de su padre en un intento de golpe de Estado en 1973, así como otras dedicadas a los años de plomo o al tema del Sahara Occidental, cuestiones sobre los que hasta entonces se había guardado silencio y que contribuirían a sacarlas a la arena pública. Dimite de su puesto en 1999, cuando el mismo periódico le niega la publicación de un artículo —que aparecerá en una publicación francesa, Courrier International— donde cuestionaba la voluntad reformista del nuevo monarca Mohammed VI.
El 11 de marzo de 2000 crea una nueva publicación, Demain [Mañana], con un formato novedoso en Marruecos tanto por su diseño como por su contenido, con predominio de las cuestiones políticas, cuyo objetivo es, según afirma el editorial de su primer número:

Informar sin caer en la autocensura, analizar sin caer en la inquisición, innovar con apasionamiento, permanecer en la vanguardia y perseguir la transparencia en esta época de cambios. [...] Porque, en nuestro opinión, ha terminado la época en que, por motivos válidos o no, la libertad de información era sinónimo de subversión y de ataques a la seguridad del Estado.

La revista, sin embargo, será cerrada el 2 de diciembre de ese mismo año por el gobierno del socialista Abderramán Yusufi. Su delito es haber publicado algo que ha aparecido en otros medios de comunicación, las revelaciones de un veterano político que implican al partido del primer ministro, la USFP, en el intento de golpe de Estado de 1972; el gobierno aprovecha para cerrar una publicación incómoda, junto a la que caen también Le Journal y su versión árabe, Aṣ-Ṣaḥīfa. Durante su corta vida, Demain sobrevivió gracias a la ayuda económica de sus lectores, ya que los anunciantes fueron cada vez más escasos, debido al miedo que inspiraba el tono crítico de la revista.
El 20 de enero de 2001 aparece Demain magazine, una publicación más pobre, en blanco y negro, con noticias más cortas y precio asequible, que tiene la característica de ser el primer semanario satírico francófono del país. Demain magazine vivirá de sus ventas, sin publicidad alguna, y tendrá gran éxito debido a su caricaturización de personajes de la clase política, algo que incomodó en general profundamente a los caricaturizados, lo que se tradujo en tiras y aflojas con la censura y los tribunales. En el otoño de 2002 se crea una revista gemela en lengua árabe, Dumān —Doumane en su transcripción francesa—, arabización fonética de la palabra francesa demain, que tiene una mayor calidad que Demain magazine y que llega a un público mucho más amplio, por lo que también será mayor el número de sus enemigos y sufrirá mayores presiones. El 21 de mayo de 2003, Ali Lmrabet es condenado a cuatro años de cárcel, luego rebajada la pena a tres, a causa de los artículos —informaba que había la posibilidad de que el rey quería vender el palacio real de Sjirat, al sur de Rabat—, y caricaturas publicadas por Doumane. En protesta inició una dura huelga de hambre, al tiempo que se inicia una campaña internacional por su liberación. Tras un indulto del monarca sale de prisión en enero de 2004.
En general, la labor periodística de Lmrabet ha sido pionera en cuanto que ha cruzado decididamente las líneas que durante décadas han delimitado el escaso espacio de libertad de prensa en Marruecos, analizando sin cortapisas diversos aspectos de la vida política y tocando temas habitualmente atravesados por la censura o la autocensura: la corrupción, la situación de miseria del Rif —abandonado por Hasan II en castigo por las simpatías autonomistas de su población—, la situación de los prisioneros marroquíes del Frente Polisario —que no han podido regresar a Marruecos porque su Estado no reconoce que el enemigo haya hecho prisioneros—, los casos de desapariciones y torturas, o la emigración clandestina —Lmrabet cruzó el estrecho de Gibraltar clandestinamente junto a otros emigrantes para conocer de cerca el tema de las pateras—. 
Lmrabet vive en 2005 a caballo entre Marruecos y España: en abril de ese año el Estado alauí prohibió al periodista ejercer su profesión en Marruecos durante diez años, debido a que había declarado al semanario Al-Mustaqil que los saharauis de Tinduf son refugiados y no secuestrados por el Polisario, como históricamente ha sostenido la propaganda marroquí. Lmrabet fue además multado con 50 000 dirhams —unos 5000 euros—. 
Con ocasión del Día Mundial de la Libertad de Prensa 2014, Ali Lmrabet fue presentado por Reporteros sin Fronteras (RSF) como uno de los «100 héroes de la información» en una lista con 100 nombres de periodistas de todo el planeta. Dotados de un valor ejemplar, estos «100 héroes» contribuyen por su lucha o su trabajo a promover la libertad, contemplada en el artículo 19 de la Declaración Universal de Derechos Humanos, de «investigar y recibir informaciones y opiniones, y de difundirlas, sin limitación de fronteras, por cualquier medio de expresión». Los «100 héroes» ponen su ideal «al servicio del bien común», y por ello, tienen el valor del ejemplo, declaró RSF. 

## Premios
- Premio al Martirio Humorístico. Academia del Humor (2003)
- Premio Columnistas de El Mundo (2003)
- Prix RSF-Fondation de France (París, 2003)
- XVII Premi Solidaritat. Institut de Drets Humans de Catalunya (Barcelona, 2003)
- Premio Libertad de Expresión de La Revista del Occidente (Asturias, 2003)
- Premio Protagonistas en la categoría de Periodismo (Barcelona, 2003)
- Micrófono de oro de la Federación de Asociaciones de Radio y Televisión (Ponferrada, 2004)
- Premio Agustín Merello de la Comunicación (Cádiz, 2004)
- Premio Periodismo de Los Mejores del año. Cambio 16 (Madrid, 2004)
- Premio Raúl Rivero (Madrid, 2004)
- Premio Constantino Ruiz Carnero a la Libertad de Expresión (Granada, 2004)
- Prix de l’Invité d’honneur. Festival du dessin de presse et d’humour (Tourcoing, 2004)
- Premi Llibertat d'Expressió de la Unión de Periodistes Valencians (Valencia, 2004)
- Premio José Couso a la Libertad de Prensa, otorgado por el Colegio de Periodistas de Galicia (2005)
- Prix Mohamed Benchicou de la plume libre (Argel, 2006)